# The Outlaw's Bride
The Outlaw's Bride è un cortometraggio muto del 1915 diretto da Tom Mix che è anche protagonista della storia scritta da Cornelius Shea. Gli altri interpreti del film, prodotto dalla Selig Polyscope Company, erano Eugenie Forde, Ed Brady, Pat Chrisman.

## Produzione
Il film fu prodotto dalla Selig Polyscope Company.

## Distribuzione
Distribuito dalla General Film Company, il film - un cortometraggio in una bobina - uscì nelle sale cinematografiche statunitensi il 23 marzo 1915.